# Abda (Circulo)
O circulo de Abda está localizado na parte leste da província de Safim, na região Marroquina de Marraquexe-Safim. É constituído pelas comunas de Bouguedra, El Gouraani, Labkhati, Lahdar, Lamrasla, Lamsabih, Sidi Aissa, Sidi Ettiji, Chahda. Em 2014 tinha uma população de 122.458 habitantes.

## Organização administrativa
As comunas (municípios rurais) que constituem este circulo são:
| Comuna      | Área (em km²) | Habitantes (em 2014) | Povoações |
| ----------- | ------------- | -------------------- | --------- |
| Bouguedra   | 246           | 16.014               | Bouguedra |
| Chahda      | 195           | 10.370               |           |
| El Gouraani | 124           | 11.291               |           |
| Labkhati    | 192           | 14.324               |           |
| Lahdar      | 106           | 13.870               |           |
| Lamrasla    | 165           | 18.335               |           |
| Lamsabih    | 157           | 11.339               |           |
| Sidi Aissa  | 135           | 10.266               |           |
| Sidi Ettiji | 150           | 16.649               |           |
| Total       | 1.470         | 122.458              |           |